# گمینا دومبرووا بیاووستوتسکا
گمینا دومبرووا بیاووستوتسکا (به لهستانی:  Gmina Dąbrowa Białostocka) یک گمینا در لهستان است که در شهرستان سوکووکا واقع شده‌است. گمینا دومبرووا بیاووستوتسکا ۲۶۳٫۹۵ کیلومتر مربع مساحت و ۱۲٬۷۵۵ نفر جمعیت دارد.